# Мікротріщини
Мікротріщини — тріщини порід-колекторів, які розрізняються лише в шліфах під мікроскопом, з розкриттям менше 100 мкм (0,005-0,1 мм), звичайно мають невелику протяжність, слабко- або сильнозвивисту форму. Розкриття 100 мкм є умовною величиною.